# Beveridgeova zpráva

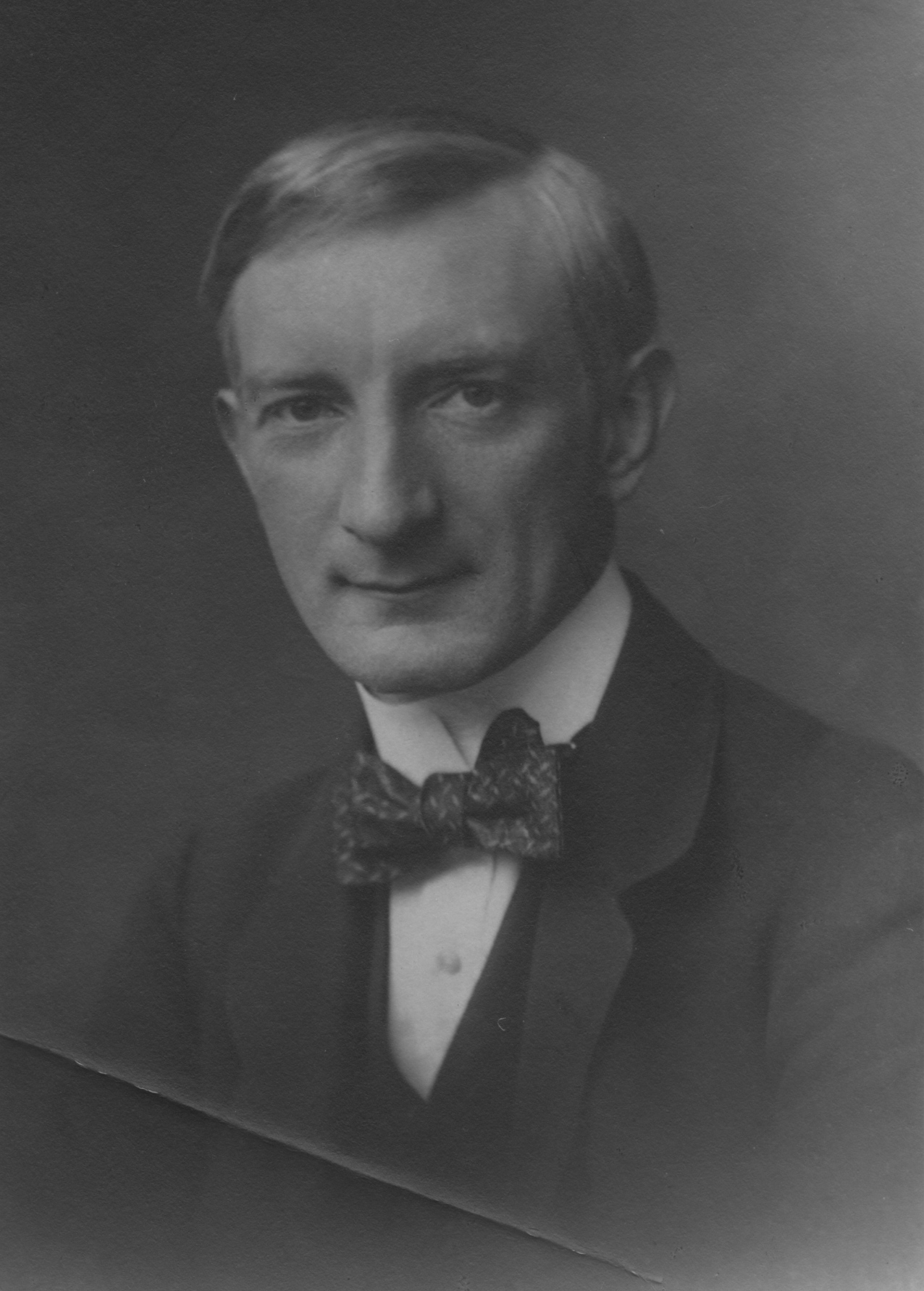
William Beveridge

Beveridgeova zpráva, anglicky Beveridge Report, oficiálně Sociální pojištění a s tím spojené služby, anglicky Social Insurance and Allied Services, byl dokument, který v roce 1942 pro britskou vládu vypracoval ekonom a sociální reformátor William Beveridge. Analýza a návrhy zde představené se staly základem britské verze sociálního státu, v praxi především sociálního pojištění (National Insurance) a systému veřejné zdravotní služby (National Health Service).
Zpráva vzbudila velmi příznivý ohlas u britské veřejnosti a velká očekávání, zejména mezi britskou dělnickou třídou. Reformy Beveridgem doporučené se realizovaly zejména po skončení druhé světové války. Zpráva byla výsledkem velké koalice konzervativní a labouristické strany během války, již si vyžádala potřeba národní jednoty v čase ohrožení země. Sehrávala i motivační roli ve válečném úsilí a explicitně Britům a zvláště dělnictvu slibovala, že "za přinesené (válečné) oběti přijde odměna". Obsahovala i výrok "revoluční okamžik ve světové historii je časem pro revoluci, nikoli pro dílčí opravy", který britské společnosti naznačoval, že po válce dojde ke skutečné, hluboké změně ve struktuře společnosti.
Vyhlašovala boj "pěti obrům": bídě, nemocem, nevzdělanosti, špíně a nezaměstnanosti. Vláda zprávu zveřejnila jakožto bílou knihu (autoritativní zprávu nastiňující řešení nějakého problému) 2. prosince 1942, navzdory protestům ministra financí Kingsleyho Wooda. Válečné ministerstvo informací (v zásadě tajná služba) vzápětí zjistilo, že zpráva se setkala „s téměř všeobecným souhlasem obyvatel všech odstínů názorů a všech vrstev společnosti“. Průzkum Britského institutu pro veřejné mínění čtrnáct dní po zveřejnění zprávy zjistil, že 95 % Britů o této zprávě slyšelo a že vzbudila velký zájem. I institut odečetl pozitivní ohlas, pouze byla zaznamenána kritika, že navrhované starobní důchody nejsou dostatečně vysoké. Institut informoval o tom, že „existuje naprostá shoda v tom, že plán by měl být proveden“. Zprávu nadšeně uvítal i tisk, konzervativní, liberální i bulvární. Arcibiskup z Canterbury (hlava anglikánské církve) William Temple na ni reagoval prohlášením, že bude-li realizována, bude to "poprvé, kdy se někdo pokusí ztělesnit celý duch křesťanské etiky v politice". To ještě zvýšilo váhu zprávy u veřejnosti.
Parlament a vláda se nicméně roku 1943 rozhodly odložit realizaci záměrů ve zprávě uvedených až na dobu po konci války. Britský institut pro veřejné mínění vzápětí zjistil, že 29 % Britů bylo s tímto postojem vlády spokojeno, 47 % nespokojeno a 24 % nevědělo, jak krok kabinetu hodnotit. Odklad byl nicméně silnou "municí" pro labouristickou stranu do prvních poválečných voleb, které labouristé v roce 1945 skutečně vyhráli, ač soupeřili s Winstonem Churchillem, který měl aureolu válečného hrdiny. Obava z toho, že konzervativci ve skutečnosti nechtějí cíle Beveridgeovy zprávy realizovat, nejspíše sehrála v triumfu labouristů značnou roli. Skutečností je, že Churchill chtěl sociální stát začít budovat také, odmítal ale skutečně některé z Beveridgeových návrhů, především založení National Health Service. Labouristická vláda Clementa Attleeho pak hlavní "beveridgovské" reformy provedla v letech 1946-1949, jakkoli zejména ministr zdravotnictví Aneurin Bevan šel při reformách ještě o krůček za Beveridgeovy návrhy.
Trauma poválečné prohry konzervativce nicméně přimělo tyto změny v systému společnosti trvale akceptovat jako nový národní konsensus. K jistému zpochybnění se odhodlal až thatcherismus 70. let.